# Бальдриги, Джузеппе
Джузеппе Бальдриги (итал. Giuseppe Baldrighi; 12 августа 1722, Страделла, Павия — 22 января 1803, Парма) — итальянский художник эпохи рококо.

## Биография

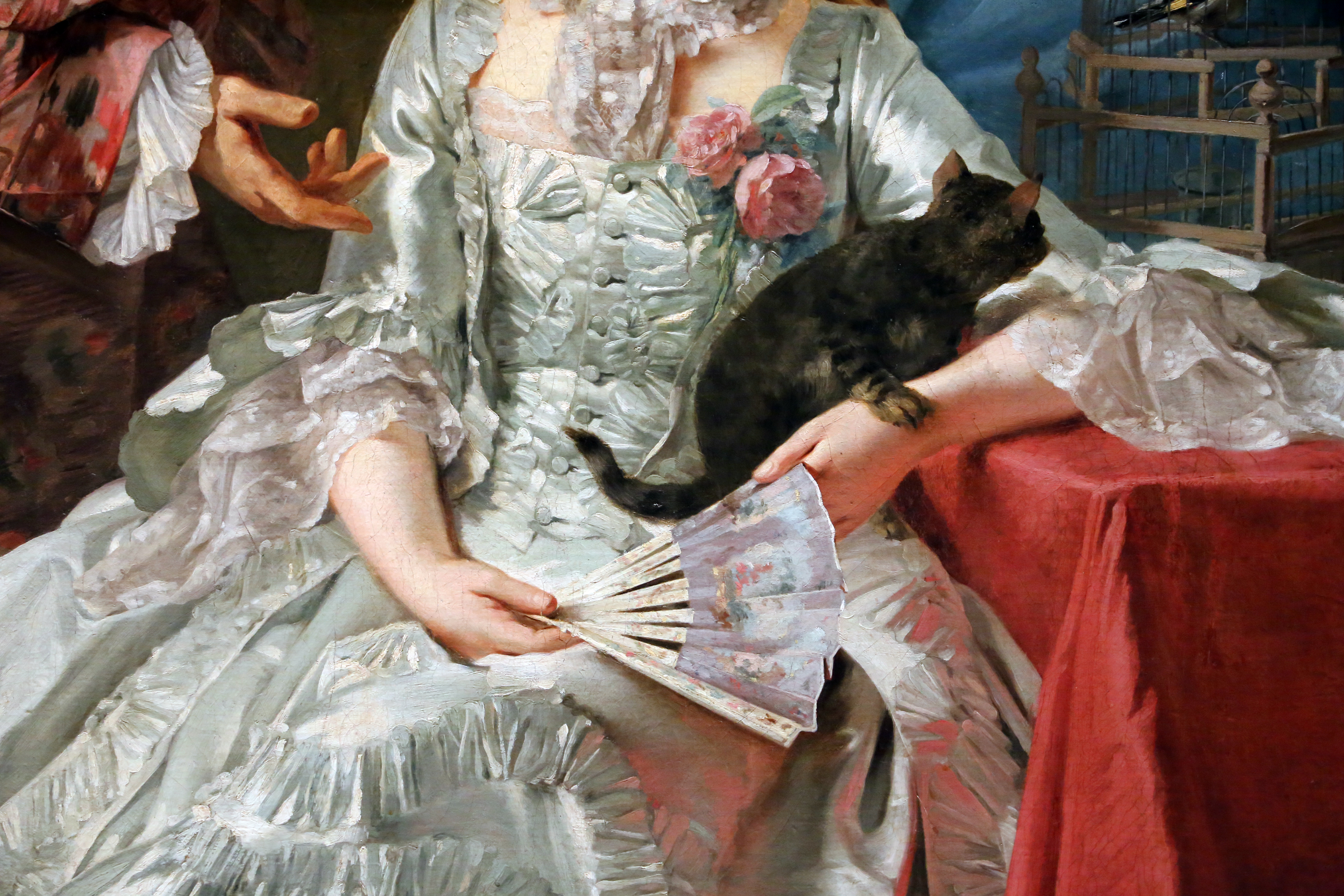
Кошка на автопортрете Бальдриги с женой крупным планом.

Родился в 1722 году в окрестностях Павии. Примерно в 1730 году переехал со своей семьей в Неаполь, а затем во Флоренцию. Около 1750 года работал в Болонье, где привлёк к себе внимание Филиппа I, владетельного герцога Пармского. При финансовой поддержке герцога, Бальдриги смог в 1752 году отправится в Париж, где вплоть до 1756 года учился у Франсуа Буше. Считается, что на него повлияла также творческая манера Александра Франсуа Депорта и Жана-Батиста Удри.
Вернувшись в Парму, Бальдриги стал придворным художником владетельного герцога и директором местной Академии художеств. XVIII век был довольно спокойным временем для Пармы, где правили родственники могущественных французских королей Филипп I, а затем его сын Фердинанд I. Действуя в духе просвещённого абсолютизма оба владетельных герцога покровительствовали искусству и наукам При дворе пармских герцогов жил в частности философ Этьен Бонно де Кондильяк. В Академии художеств у Бальдриги было немало талантливых учеников, например, Пьетро Мельхиорре Феррари.
Как художник, Бальдриги писал преимущественно портреты, для которых были характерны насыщенная палитра, рокайльная пышность интерьеров и одежд. К числу творческих удач Бальдриги обычно относят его «Автопортрет с женой» и кошкой (представлен в шаблоне справа). Многие его работы как и работы его учеников, хранятся в собрании Пармской национальной галереи.

## Галерея

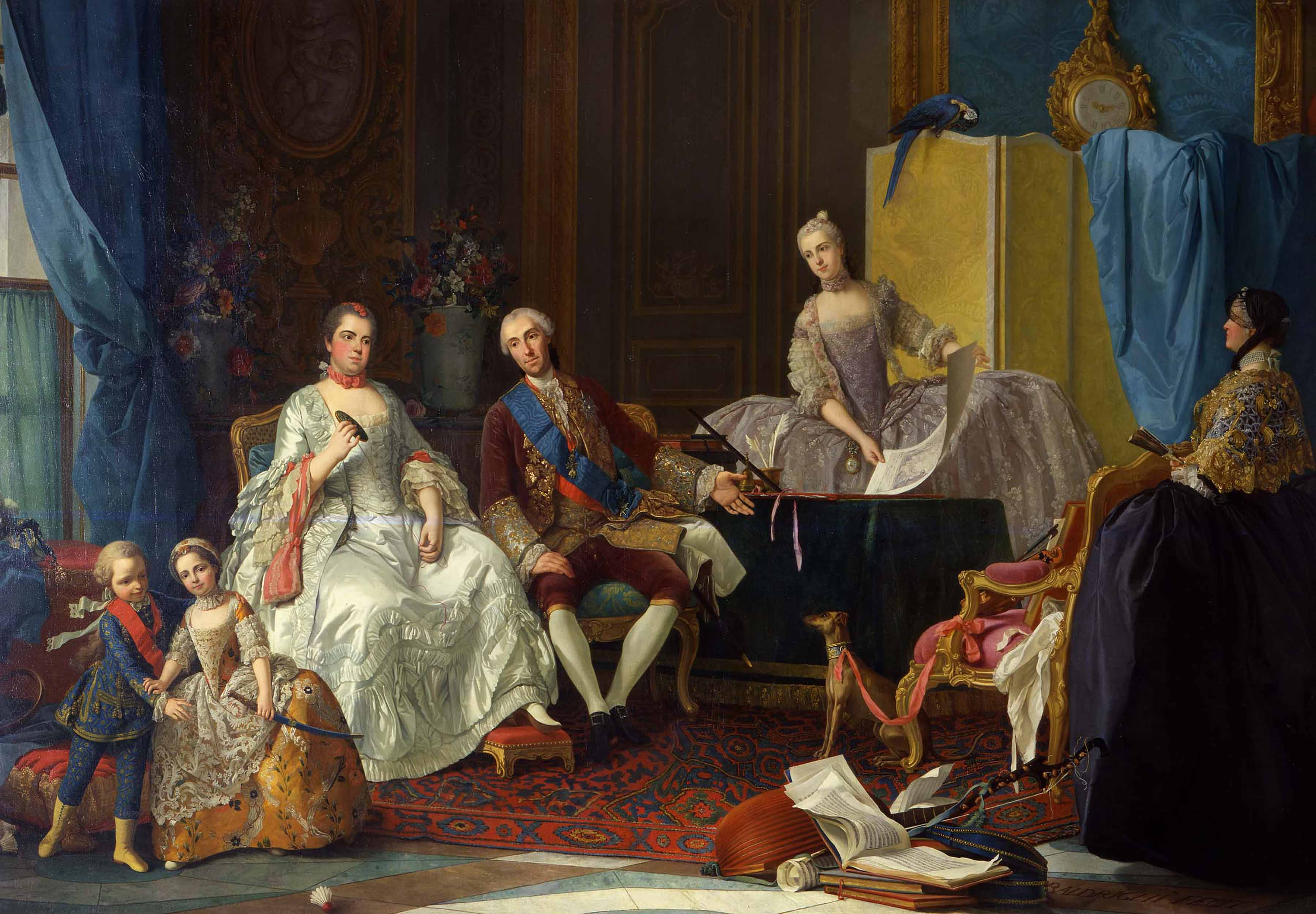
Владательный герцог Филипп I Бурбон-Пармский со своей семьёй.
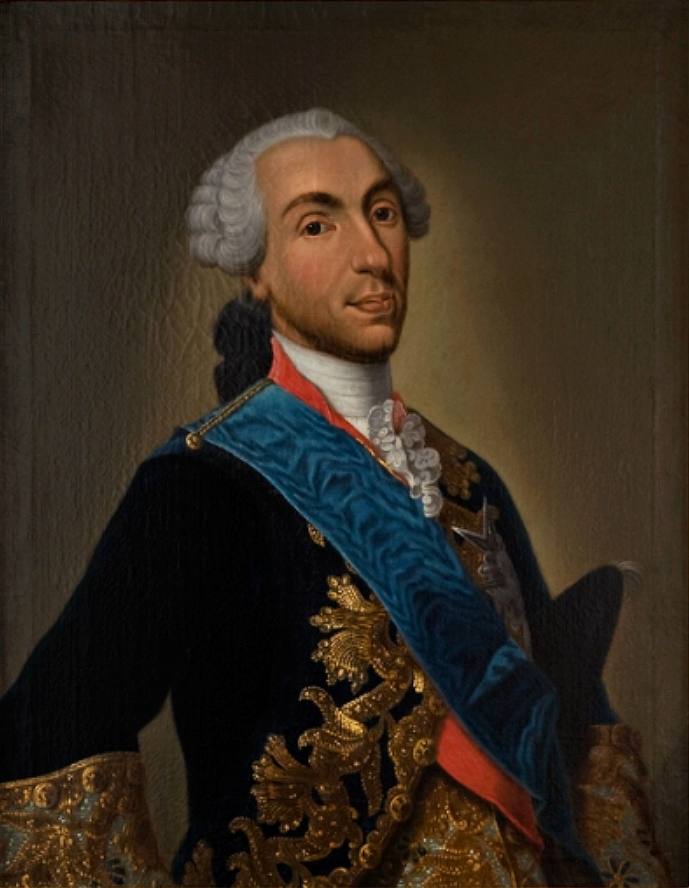
Филипп I (герцог Пармский).
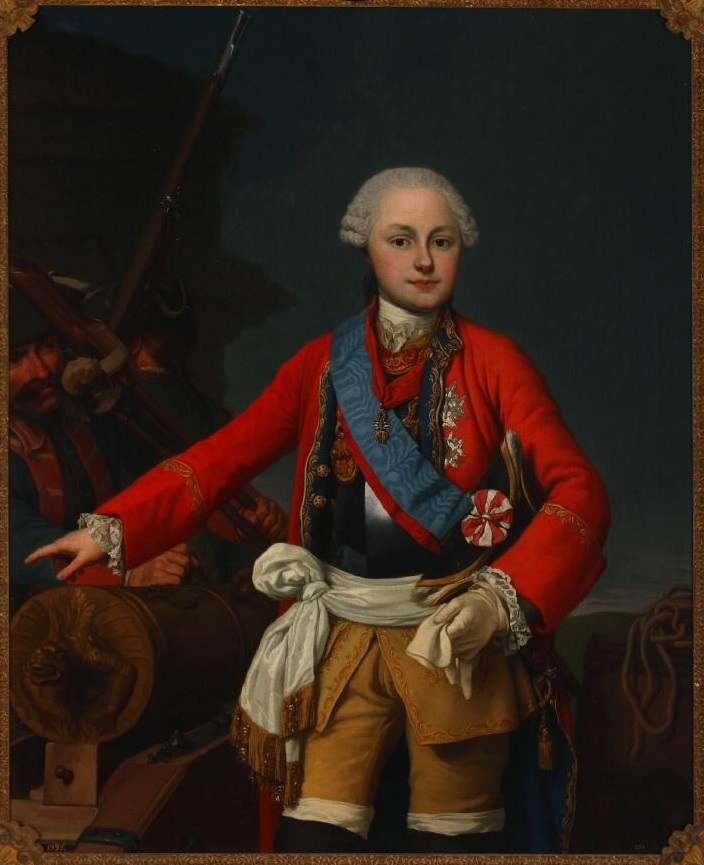
Фердинанд I (герцог Пармский)
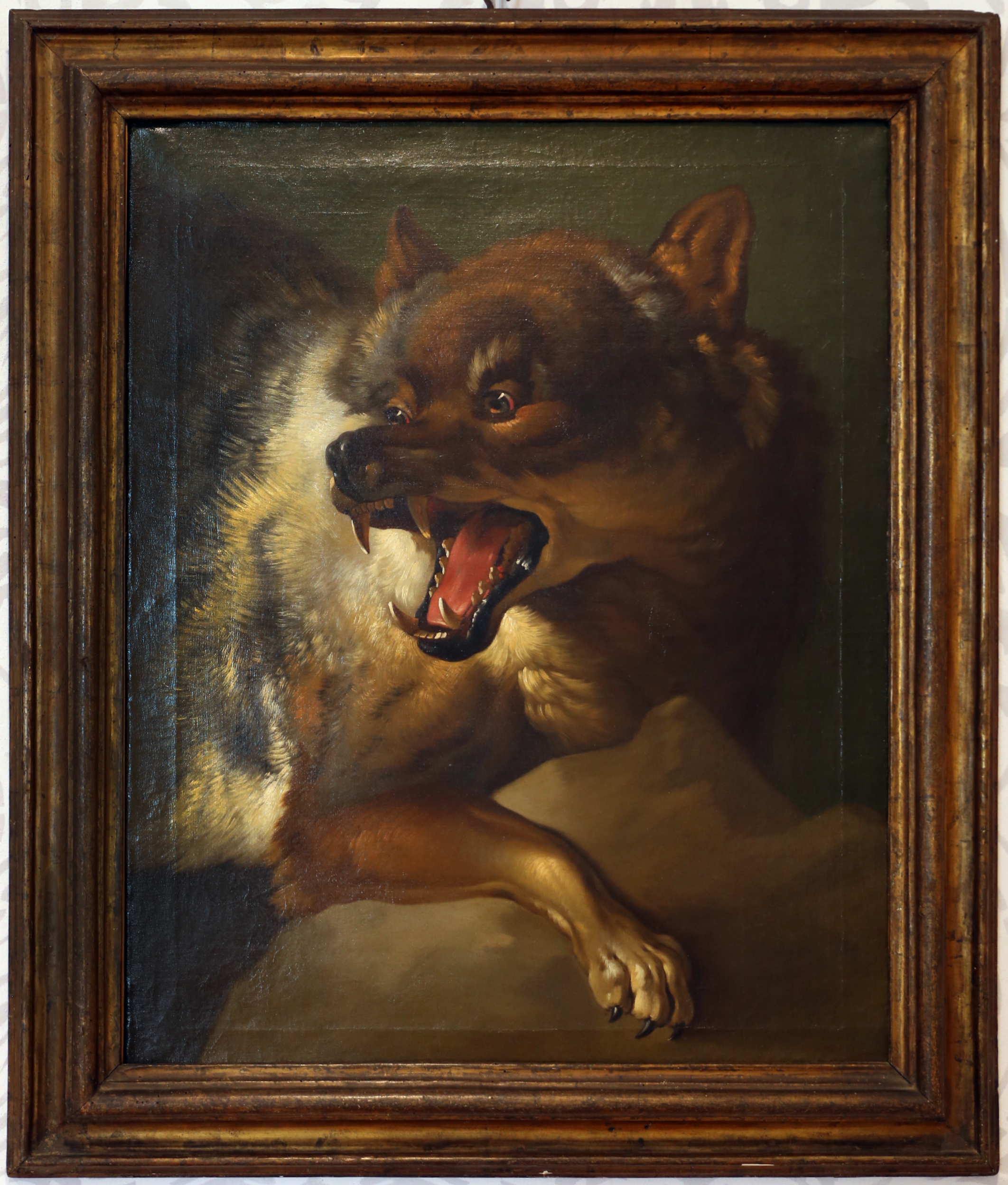
Волк.
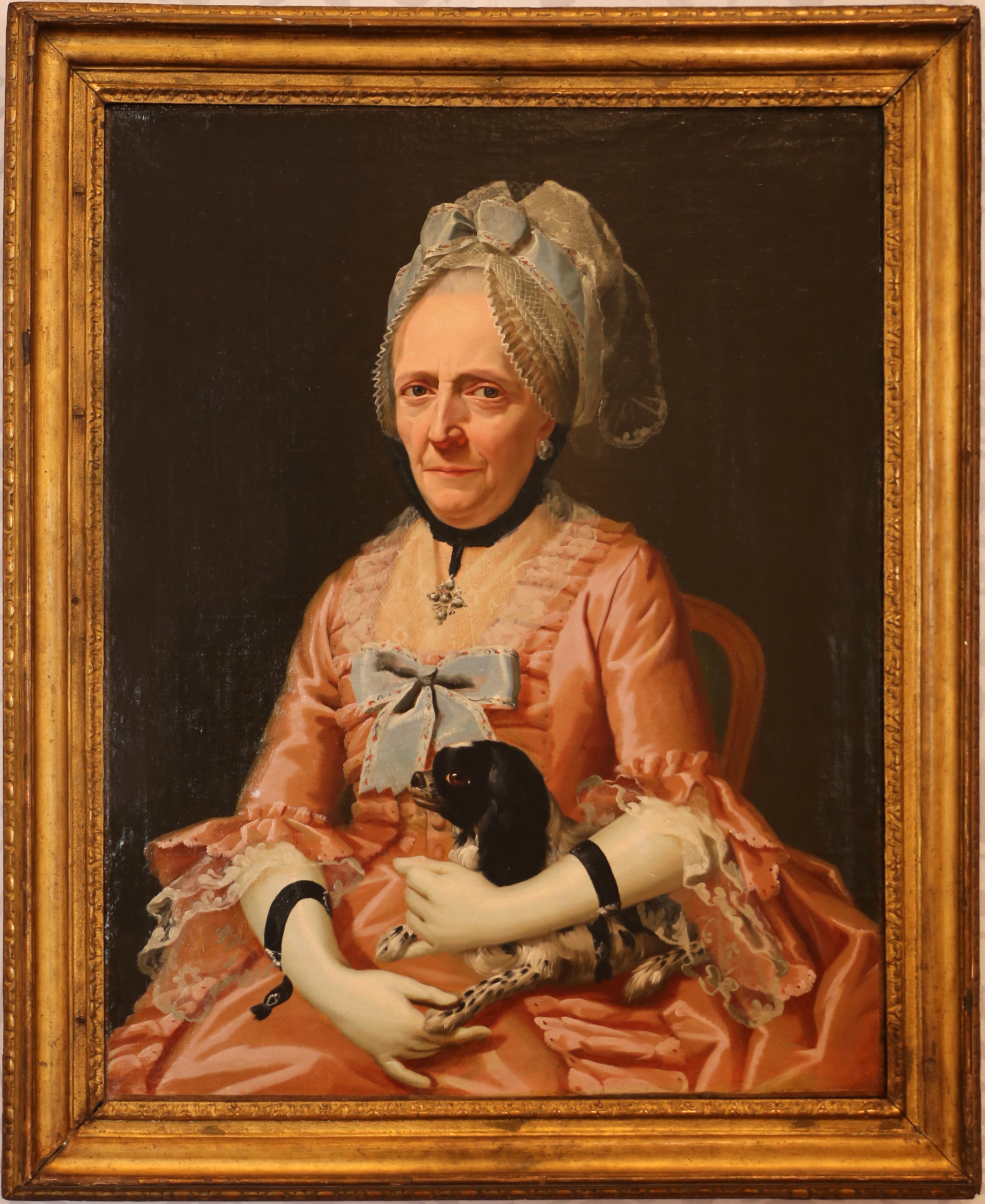
Портрет неизвестной пожилой синьоры с собачкой.
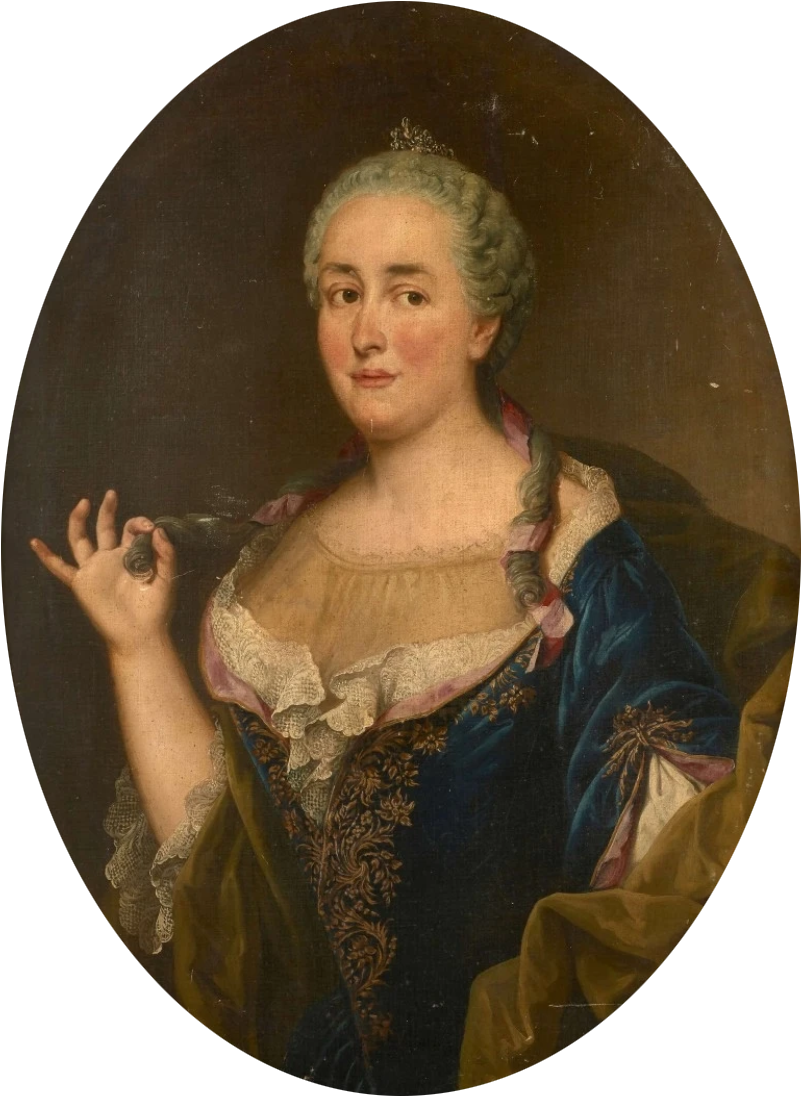
Портрет знатной дамы (герцогини Пармской?; приписывается).